# Sheila Heti

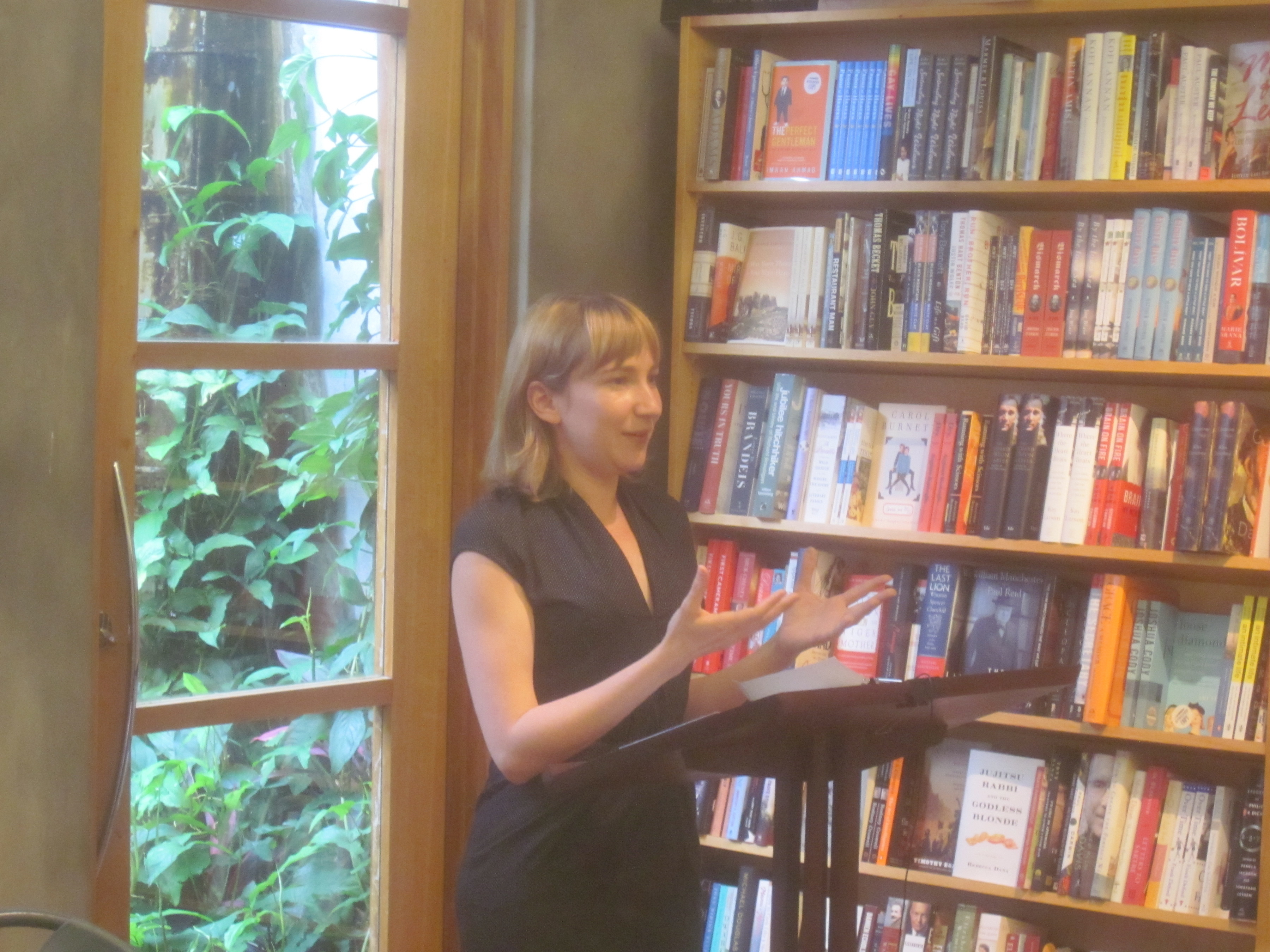
Sheila Heti (2013)

Sheila Heti (geboren 25. Dezember 1976 in Toronto) ist eine kanadische Schriftstellerin.

## Leben
Sheila Hetis Eltern sind jüdische Emigranten aus Ungarn, eine Großmutter ist Holocaustüberlebende. Heti studierte Kunstgeschichte und Philosophie an der University of Toronto und Dramaturgie an der National Theatre School of Canada. Sie arbeitet seither als freie Schriftstellerin und schreibt außer in  Belletristik auch in anderen Genres.

## Werke (Auswahl)
- The middle stories. Toronto : House of Anansi Press, 2001
  - Die Frau, die in einem Schuh wohnte und andere fabelhafte Geschichten. Übersetzung Monika Schmalz. Berlin : Berliner Taschenbuch-Verlag, 2002
- Ticknor: A Novel. Farrar, Straus & Giroux, New York 2006
- mit  Misha Glouberman: The Chairs Are Where the People Go. 2011
- We Need a Horse. Kinderbuch. Illustr. Clare Rojas. McSweeney’s, San Francisco 2011
- How should a person be? A Novel from Life. Henry Holt, 2012
  - Wie sollten wir sein? : ein Roman aus dem Leben. Übersetzung Thomas Überhoff. Reinbek bei Hamburg : Rowohlt, 2014
- mit Leanne Shapton und Heidi Julavits (Hrsg.): Women in Clothes. Penguin, London 2014
  - Frauen und Kleider. Was wir tragen, wie wir sind. Übersetzung Sophie Zeitz, Britt Somann. Frankfurt am Main : Fischer, 2015 (gekürzte Ausgabe)
- All Our Happy Days Are Stupid. McSweeney’s, San Francisco 2015
- Seth and Sheila stayed behind. Kurzgeschichte. Fotografien Seth Fluker. New Documents,  Vancouver 2015
- Motherhood. Henry Holt, 2018
  - Mutterschaft. Übersetzung Thomas Überhoff. Reinbek bei Hamburg : Rowohlt, 2019
- Pure Colour. Harvill Secker, London 2022, ISBN 978-1-78730-280-8.
  - Reine Farbe. Übersetzung Thomas Überhoff. Hamburg : Rowohlt, 2023, ISBN 978-3-498-00247-3